# Anthracosaurus
Anthracosaurus — вимерлий рід емболомерів, можливий віддалений родич рептилій, які жили під час пізнього карбону (приблизно 310 мільйонів років тому) на території сучасної Шотландії та Англії. Це був великий водяний вугроподібний хижак, який міг вирости до 3 м у довжину. Він має міцний череп довжиною близько 40 сантиметрів з великими зубами в щелепах і на ньобі. Ймовірно, антракозаври населяли болота, річки та озера. Його назва по-грецьки означає «вугільна ящірка».
Рід був названий Томасом Генрі Хакслі, коли Джеймс Рассел, маркшейдер, надіслав йому перші зразки.